# Yelbarga
Yelbarga é uma panchayat (vila) no distrito de Koppal, no estado indiano de Karnataka.

## Geografia
Yelbarga está localizada a 15° 38′ N, 76° 01′ L. Tem uma altitude média de 605 metros (1984 pés).

## Demografia
Segundo o censo de 2001, Yelbarga tinha uma população de 11 437 habitantes. Os indivíduos do sexo masculino constituem 51% da população e os do sexo feminino 49%. Yelbarga tem uma taxa de literacia de 58%, inferior à média nacional de 59,5%: a literacia no sexo masculino é de 69% e no sexo feminino é de 47%. Em Yelbarga, 15% da população está abaixo dos 6 anos de idade.